# D.C. Fontana
D.C. Fontana, pseudonimo di Dorothy Catherine Fontana (Sussex, 25 marzo 1939 – Los Angeles, 2 dicembre 2019), è stata una sceneggiatrice e scrittrice statunitense nota per il suo lavoro nella serie classica di Star Trek e in diverse serie televisive western.

## Biografia
Nata a Sussex nello stato del New Jersey, D.C. Fontana passò la sua infanzia a Totowa, diplomandosi presso la scuola superiore regionale della contea di Passaic nel 1957.
Già all'età di 11 anni D.C. Fontana decise di diventare una scrittrice. Durante la sua giovinezza scrisse alcune storie horror con protagonisti lei stessa e i suoi amici. Ha frequentato la Fairleigh Dickinson University, dove conseguì l'abilitazione come Segretaria d'azienda. Dopo aver conseguito l'abilitazione lasciò il New Jersey per andare nella città di New York, dove ottenne un lavoro presso la Screen Gems come segretaria al Presidente dello studio. Poco dopo la morte di quest'ultimo, Fontana ritornò per breve tempo nel suo stato natale, quindi si trasferì a Los Angeles dove ottenne un impiego presso il team di sceneggiatori della Revue Studios, e fu assegnata allo sceneggiatore Samuel A. Peeples in qualità di segretaria.
A seguito della cancellazione della serie televisiva western Overland Trail a cui Peeples lavorava, lo stesso passò alla lavorazione della serie The Tall Man. Fontana propose a Peeples un soggetto per un episodio della serie. Lui lo accettò e divenne l'episodio intitolato A Bounty for Billy. Questo fu il primo soggetto venduto da Fontana che a quel tempo aveva 21 anni. Continuò a lavorare con Peeples alla serie televisiva western Frontier Circus. In seguito Peeples lasciò la compagnia, ma Fontana invece rimase nel team di sceneggiatori della Revue. Nel periodo in cui lavorò per Peeples, Fontana vendette i soggetti per sei episodi, di cui uno per la serie Shotgun Slade del produttore Nat Holt. Le limitazioni della produzione per la realizzazione di questo soggetto in particolare erano per ogni episodio della serie erano previsti solo quattro ruoli con battute, incluso il protagonista. Un altro episodio, per cui aveva scritto il soggetto, dovette essere totalmente riscritto per rimuovere le scene in esterna, in quanto durante le riprese stava piovendo, e questo fatto non poteva ritardarne l'uscita. Firmò questi suoi primi lavori come Dorothy C. Fontana.
Fontana era sposata con il direttore della fotografia Dennis Skotak. È mancata il 2 dicembre del 2019 a seguito di una breve malattia.

## Sceneggiatrice

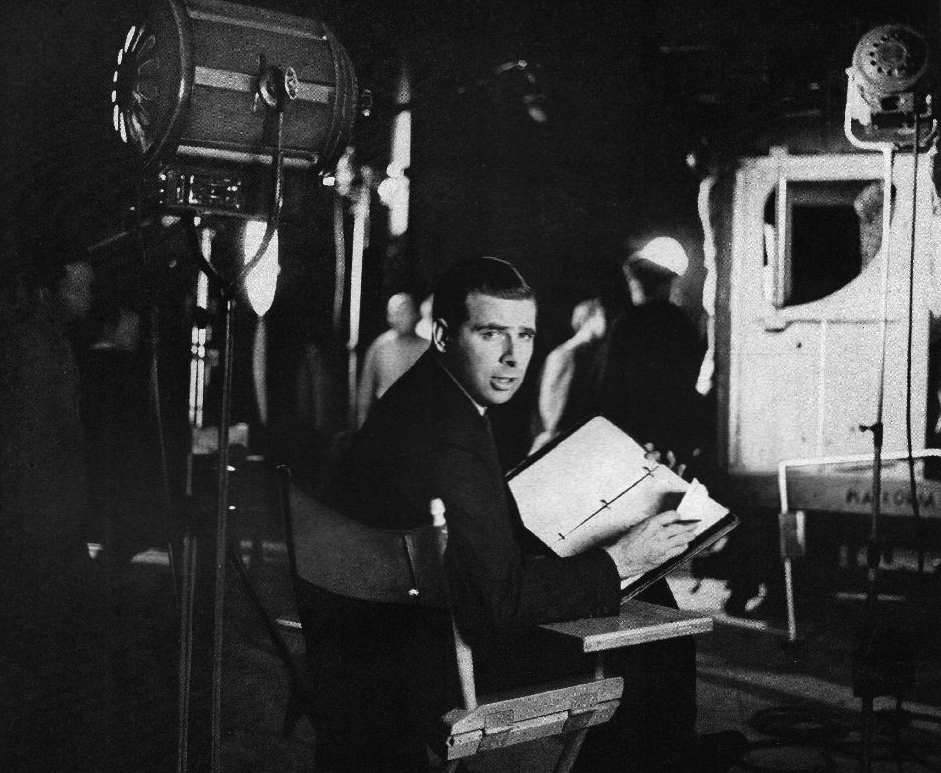
Fontana inizio a lavorare per Gene Roddenberry (in una foto del 1961) mentre sostituiva la sua segretaria malata.

Quando D.C. Fontana vide un'opportunità lavorativa nella serie televisiva The Lieutenant, basata sul Corpo dei Marines, fece richiesta per una posizione ottenendo il posto di segretaria del produttore Del Reisman. Conobbe Gene Roddenberry, creatore della serie The Lieutenant, quando sostituì la sua segretaria assente per malattià, incarico in cui fu confermata anche in seguito, mentre la sua precedente posizione fu riassegnata. Dopo che Roddenberry ebbe saputo che Fontana avrebbe voluto diventare sceneggiatrice le diede il suo appoggio. Nello stesso periodo assunse il nome "D.C. Fontana" per firmare i suoi lavori in modo da prevenire che gli stessi venissero scartati solo perché scritti da una donna. Nel 1964 Fontana pubblicò la sua prima novella, un western intitolato Brazos River, con Harry Sanford.
Dopo solo una stagione la serie The Lieutenant fu cancellata e Roddenberry iniziò a lavorare a Star Trek, così D.C. Fontana fu introdotta nel mondo della fantascienza, che non era mai stato uno dei suoi interessi. Seguendo l'incoraggiamento del produttore Robert H. Justman, e dato il fatto che Fontana aveva lavorato su Star Trek fin dall'inizio del suo sviluppo, Roddenberry le assegnò l'incarico di scrivere un adattamento di una sua idea per un episodio dal titolo provvisorio di "The Day Charlie Became God", che successivamente portò alla realizzazione del secondo episodio mandato in onda della serie dal titolo Il naufrago delle stelle (Charlie X), per il quale fu dato a Roddenberry il merito per il soggetto anche se lei ne curò lo sviluppo e nonostante lo l'avesse rielaborato, e a lei il merito per l'adattamento. Scrisse la sceneggiatura anche dell'episodio Domani è ieri (Tomorrow is Yesterday) da una sua idea iniziale. A metà della prima stagione, dopo che lo story editor Steve Carabatsos aveva lasciato la produzione e quando anche un secondo story editor, John D. F. Black, sembrava sul punto di lasciarla, Roddenberry diede a Fontana l'incarico di riscrivere l'episodio Al di qua del paradiso (This Side of Paradise). Sia lui che il network furono soddisfatti del lavoro di Fontana, che passarono dall'incarico segretaria a quello di story editor nel settembre del 1966.
Successivamente propose le idee per gli episodi Viaggio a Babel (Journey to Babel) e Una prigione per Kirk e Co. (Friday's Child). Ci sono altri lavori per i quali lei è stata accreditata a seguito dell'intervento dell'arbitrato del Writers Guild (sindacato degli sceneggiatori americani) anche se questi erano solo rielaborazioni di sceneggiature. In seguito ha ricordato di aver riscritto completamente l'episodio Il computer che uccide (The Ultimate Computer), in quanto lo sceneggiatore originale non era disposto ad apportare le modifiche raccomandate. D.C. Fontana ha dichiarato che questo era un problema comune: «Se dovevi dare qualche leggera limatina, a volte solo al dialogo, naturalmente non te ne prendevi alcun merito, in quanto non sarebbe giusto. Ma quando dovevi eseguire una revisione totale della sceneggiatura questo automaticamente ti portava davanti all'arbitrato del Writers Guild». È stata una dei quattro sceneggiatori a riscrivere l'episodio Uccidere per amore (The City on the Edge of Forever) di Harlan Ellison, insieme a Roddenberry, Gene L. Coon e Carabatsos. Tutti hanno apportato modifiche in momenti diversi con il malcontento di Ellison. La bozza di Fontana, presentata il 23 gennaio 1967, fu sostituita da altre tre versioni di Roddenberry. Per alcuni dei suoi lavori di Star Trek ha usato anche lo pseudonimo di Michael Richards.
Fontana lasciò il team di Star Trek prima dell'inizio della terza stagione, ma continuò a scrivere sceneggiature per la serie come freelance. Queste includono Incidente all'Enterprise (The Enterprise Incident), Un pianeta ostile (That Which Survives) e Viaggio verso Eden (The Way to Eden). A Fontana non piacevano alcuni dei cambiamenti fatti all'episodio Incidente all'Enterprise, come la dimensione del dispositivo di occultamento, e trovò difficile lavorare con il suo sostituto come story editor in quanto quest'ultimo non capiva le basi della serie, non aveva idea di cosa facesse il teletrasporto e quanti anni avrebbe dovuto avere Leonard McCoy. Il suo status di freelance la portò a scrivere per diverse serie, comprese quelle western. Nel 1969 fu candidata al Writers Guild of America Award per un episodio della serie Dove vai Bronson? intitolato Two Percent of Nothing.

## Produttrice
Nel corso dei primi anni 1970 Fontana lavorando come assistente di Roddenberry sulla serie televisiva mai realizzata The Questor Tapes, anche non essendo stata coinvolta nella sceneggiatura, ne ha scritto la novelizzazione. Fontana scrisse una sceneggiatura per la serie Genesis II di Roddenberry, ma anche questa non andò oltre il pilot. Successivamente fu assunta sia come story editor che come produttore associato in Star Trek: The Animated Series. Roddenberry stesso era solo un consulente e non lo showrunner. Uno dei suoi incarichi nella serie era ricevere le idee per gli episodi, che lei doveva sottoporre a Roddenberry. La serie fu premiata con un Daytime Emmy Award nella categoria “Migliore programma di intrattenimento per bambini” nel 1975.
Dopo che si chiuse quel progetto, divenne sceneggiatrice della serie The Fantastic Journey e, anche se la stessa fu cancellata dopo pochi episodi, lavorò con Leonard Katzman che guidò Fontana a scrivere per la serie La fuga di Logan. Vendette anche diverse sceneggiature per diverse serie di fantascienza, tra le quali L'uomo da sei milioni di dollari, Buck Rogers e Automan, anche se per quest'ultima la sceneggiatura non divenne mai un episodio a causa della cancellazione della serie. Fontana scrisse una sceneggiatura con il fratello per la serie Una famiglia americana, e sotto il suo nome di nuovo per la serie Le strade di San Francisco. Una storia, forse tenuta nascosta, riguarda l'esperienza di sceneggiatura di Fontana nella serie Galactica. Secondo quanto viene riportato lei era così insoddisfatta per la revisione della sua sceneggiatura per l'episodio Zero, il pianeta dei ghiacci eterni (Gun on Ice Planet Zero) che usò uno pseudonimo, ma la storia uscì fuori con il risultato che molti altri sceneggiatori noti di fantascienza si rifiutarono di lavorare per la serie.
Quando iniziò a lavorare alla serie Star Trek: The Next Generation, Roddenberry le chiese di unirsi al team e lei si offrì di proporre le idee per le sceneggiature. Quando Roddenberry suggerì qualcosa che coinvolgesse una stazione spaziale aliene, Fontana lavorò su quell'idea che divenne l'episodio pilota della serie Incontro a Farpoint (Encounter at Farpoint). Le venne offerta la posizione di story editor nel team, ma lei aspirava a quella di produttore associato. Lo sceneggiatore Robert Lewin inizialmente trovò difficile assegnarle tale posizione, in quanto lei non era registrata presso il Writers Guild of America, lui contrattualmente non avrebbe potuto assegnarle determinati incarichi nella posizione di story editor che le era sta offerta, e che Roddenberry si aspettava le fosse assegnata, ma lui lo gliela assegnò e quindi lei ottenne la posizione di produttore associato.
Lewin disse che questo scontro creò del risentimento tra Fontana e Roddenberry, e lei lascio la produzione nel corso della prima stagione. Scrisse una sceneggiatura che avrebbe portato Leonard Nimoy, nella serie nei panni di Spock, ma questa venne bocciata da Roddenberry. Quando l'attore e il personaggio apparvero più tardi nel corso dell'episodio doppio della quinta stagione Il segreto di Spock (Unification), Fontana si rese conto che la vua visione originale di The Next Generation era giusta. Il suo lavoro sull'episodio Incontro a Farpoint fu ampliato da Roddenberry per aggiungere il personaggio di Q poiché quando lei scrisse la sua bozza, non era ancora chiaro se questo sarebbe stato un episodio singolo o doppio. Fontana aveva lavorato sull'episodio Contaminazione (The Naked Now) con lo pseudonimo J. Michael Bingham. La sua relazione con Roddenberry divenne talmente tesa prima della sua partenza che iniziò a registrare su nastro le loro conversazioni. Dopo che se ne fu andata, dichiarò alla Writers Guild che aveva lavorato anche come story editor per la serie e che non fu mai pagata per questo, ma questo fu risolto in modo amichevole dalla Paramount Television.

## Lavori successivi
L'editore della Pocket Books Dave Stern avvicinò Fontana per scrivere un romanzo su Star Trek, lei propose uno scritto dal titolo Vulcan's Glory che narra la prima missione di Spock a bordo dell'Enterprise, con l'equipaggio guidato dal capitano Christopher Pike. Vulcan's Glory include anche la storia della prima missione di Montgomery Scott e un'esplorazione del personaggio chiamato “Numero Uno”. Fontana descrive questa esperienza come piacevole, in particolare lavorare con Stern.
Fontana è tornata a lavorare per Star Trek con l'episodio Il passato di Dax (Dax), della serie Star Trek: Deep Space Nine. Peter Allan Fields stava cercando sceneggiatori di qualità per la serie quando portò Fontana a lavorare per la serie, in quanto aveva già lavorato con lei in precedenza nella serie L'uomo da sei milioni di dollari. Lavorare su questo episodio per Fontana fu difficile in quanto si era all'inizio della prima stagione e i personaggi non erano ancora ben delineati. La natura stessa del personaggio di Jadzia Dax, la questione sui suoi precedenti ospiti non era ancora stata risolta e lo fu solo quando Fields riscrisse in parte il lavoro di Fontana. Entrambi vennero accreditati per la sceneggiatura.
Fontana scrisse l'episodio Preghiera di guerra (The War Prayer) per la prima stagione della serie Babylon 5, basato sulla premessa del suo creatore J. Michael Straczynski. Avendo a disposizione solo l'episodio pilota della serie – La riunione (The Gathering) – per le ricerche, per avere un'idea più chiara della serie, trascorse diverso tempo a parlarne con Straczynski. Continuò a lavorare per la serie nell'episodio L'eredità (Legacies): questo fu l'unico episodio della prima stagione ad essere creato da un freelancer e non basato sulle idee di Straczynski. Lui le chiese di andare avanti dopo il lavoro sull'episodio Preghiera di guerra e scelse l'idea per l'episodio L'eredità di sua iniziativa. Per l'episodio della seconda stagione Una stella lontana (A Distant Star) scrisse la sceneggiatura basandosi su un'idea di Straczynski.
Fontana creò per la Interplay Entertainment la trama del videogioco Star Trek: Secret of Vulcan Fury. La sceneggiatura venne diretta da John Meredyth Lucas con il quale aveva collaborato negli episodi Incidente all'Enterprise e Il computer che uccide. Insieme a Derek Chester scrisse la sceneggiatura per i videogiochi della Bethesda Softworks Star Trek: Legacy e Star Trek: Tactical Assault. Todd Vaughn, vice presidente allo sviluppo della Bethesda Softworks, la descrive «una degli scrittori di Star Trek più prolifici e illustri».
Fontana ha scritto l'episodio To Serve All My Days per la webserie Star Trek: New Voyages. Nello stesso episodio è apparso anche Walter Koenig che ha ripreso il ruolo di Pavel Chekov. Per il suo lavoro sull'episodio della terza stagione di Star Trek Incidente all'Enterprise, la IDW Publishing le ha chiesto di scrivere un comic book per la serie Star Trek - Year Four, intitolato The Enterprise Experiment.

## Riconoscimenti
Leonard Nimoy le ha dato il merito di aver espanso la cultura vulcaniana all'interno di Star Trek. Non era convinto dell'episodio Al di qua del paradiso quando fu proposto, in quanto Fontana aveva cambiato il protagonista del coinvolgimento romantico da Hikaru Sulu a Spock, ma gli è piaciuto poter recitare con le emozioni del personaggio. Ha anche elogiato il suo lavoro negli episodi Viaggio a Babel e Incidente all'Enterprise. Nimoy riteneva insolito che all'interno dello staff di sceneggiatori di Star Trek Fontana fosse così abile nello scrivere personaggi femminili del tutto credibili e completamente sviluppati nella sceneggiatura.
Dopo essersi unita al Writers Guild of America nel 1960, ha fatto parte del consiglio di amministrazione tra il 1988 ed il 1990, e di nuovo tra il 1991 ed il 1993. È stata premiata con il Morgan Cox Award per i servizi resi al Writer Guild nel 2002. È stata inserita due volte nella hall of fame dell'American Screenwriters Association, nel 1997 e di nuovo nel 2002.

## Filmografia

### Sceneggiatura
- The Tall Man - serie TV, episodi 1x14 e 1x33 (1960)
- Shotgun Slade - serie TV, un episodio (1961)
- Ben Casey - serie TV, episodio 4x29 (1965)
- Selvaggio west (The Wild Wild West) - serie TV, episodi 2x09 e 2x22 (1966)
- I sentieri del west (The Road West) - serie TV, episodio 1x23 (1967)
- Star Trek: La serie classica - (Star Trek) - serie TV, 4 episodi (1967-1968)
- La grande vallata (The Big Valley) - serie TV, episodio 4x11 (1968)
- Ai confini dell'Arizona (The High Chaparral) - serie TV, episodio 2x08 (1968)
- Dove vai Bronson? (Then Came Bronson) - serie TV, episodio 1x10 (1969)
- Bonanza - serie TV, episodio 11x08 (1969)
- Arrivano le spose (Here Comes the Brides) - serie TV, episodio 2x23 (1970)
- Assignment: Vienna - serie TV, episodio 1x03 (1970)
- The ABC Afternoon Playback - serie TV, episodio 2x02 (1970)
- Star Trek - La serie animata - serie animata, episodio 1x02 (1973)
- Le strade di San Francisco (The Streets of San Francisco) - serie TV, 4 episodi (1973, 1975)
- L'uomo da sei milioni di dollari (The Six Million Dollar Man) - serie TV, episodi 1x08 e 2x06 (1974)
- La valle dei dinosauri (Land of the Lost) - serie TV, episodio 1x15 (1974)
- Kung Fu - serie TV, episodio 3x17 (1975)
- The Fantastic Journey - serie TV, episodio 1x08 (1977)
- La fuga di Logan (Logan's Run) - serie TV, episodio 1x03 (1977)
- Una famiglia americana (The Waltons) - serie TV, episodi 6x21, 7x09 e 8x06 (1978, 1979)
- Dallas - serie TV, espidoi 2x09 e 3x06 (1978, 1979)
- Gli sbandati (The Runaways) - serie TV, episodio 2x07 (1979)
- Buck Rogers (Buck Rogers in the 25th Century) - serie TV, episodio 1x10 (1979)
- Star Trek: The Next Generation - serie TV, episodi 1x01 e 1x02 (1987)
- La guerra dei mondi (War of the Worlds) - serie TV, episodio 1x16 (1989)
- Principe Valiant (The Legend of Prince Valiant) - serie animata, episodio 2x10 (1992)
- Babylon 5 - serie TV, episodi 1x07, 1x17 e 2x04 (1994)
- Colomba solitaria (Lonesome Dove: the Outlaw Years) - serie TV, episodio 1x04 (1996)
- Hypernauts - serie TV, episodio 1x09 (1996)
- ReBoot - serie animata, episodio 3x06 (1997)
- Pianeta Terra - Cronaca di un'invasione (Earth: Final Conflict) - serie TV, episodio 1x03 (1997)
- Rombi di tuono e cieli di fuoco per i Biocombat (Beast Wars: Transformers) - serie animata, episodio 3x09 (1999)
- Star Trek: New Voyages - serie TV, episodio 1x02 (2006)

### Soggetto
- The Tall Man - serie TV, episodi 1x06 e 1x07 (1960)
- Frontier Circus - serie TV, episodio 1x03 (1961)
- Star Trek: La serie classica (Star Trek) - serie TV, episodi 1x24, 3x17 e 3x20 (1967, 1969)
- Lancer - serie TV, episodio 1x07 (1969)
- Bonanza - serie TV, episodio 12x02 (1970)
- Ghost Story - serie TV, episodio 1x16 (1973)
- Bert D'Angelo Superstar - serie TV, episodio 1x04 (1976)
- He-Man e i dominatori dell'universo - serie animata, episodio 2x31 (1985)
- Star Trek: The Next Generation - serie TV, episodi 1x03 e 1x20 (1987)
- Una giungla di stelle per capitan Simian (Captain Simian & the Space Monkeys) - serie animata, episodi 1x18 e 1x21 (1997)
- Silver Surfer - serie animata, episodio 1x11 (1998)

### Adattamento
- Star Trek: La serie classica (Star Trek) - serie TV, 5 episodi (1966, 1968)
- Lancer - serie TV, episodio 1x07 (1968)
- Ghost Story - serie TV, episodio 1x06 (1972)
- La fuga di Logan (Logan's Run) - serie TV, episodio 1x04 (1977)
- He-Man e i dominatori dell'universo (He-Man and the Masters of the Universe) - serie animata, episodio 2x31 (1985)
- Star Trek: The Next Generation - serie TV, episodio 1x03 (1987)
- Star Trek: Deep Space Nine - serie TV, episodio 1x08 (1993)
- Una giungla di stelle per capitan Simian (Captain Simian & the Space Monkeys) - serie animata, episodio 1x21 (1997)

### Story Editor
- Star Trek: La serie classica (Star Trek) - serie TV, stagioni 1 e 2 (1966-1968)
- Star Trek La serie animata (Star Trek: The Animated Series) - serie TV, stagione 1 (1973)
- The Fantastic Journey - serie TV, 4 episodi (1977)
- La fuga di Logan (Logan's Run) - serie TV, stagione 1 (1977)

### Produzione
- Star Trek La serie animata (Star Trek: The Animated Series) – serie TV, 16 episodi (1973-1975)[22]
- Star Trek: The Next Generation (Star Trek: The Next Generation) – serie TV, 13 episodi (1987-1988)[27]
- Star Trek: New Voyages – serie TV, episodi 1x07-1x10 (1987-1988)[42]